# Herói da União Soviética
Herói da União Soviética (em russo: Герой Советского Союза, Geroy Sovetskogo Soyuza) foi o maior título honorário e o grau superior de distinção da União Soviética, concedida por feitos heroicos ou méritos excepcionais durante combates, bem como em tempos de paz.
O título foi instituído por decisão do Comitê Executivo Central da URSS em 16 de abril de 1934. A medalha "Estrela de Ouro", o prêmio adicional para os agraciados, foi criada por decreto do Presidium do Soviete Supremo da URSS em 1 de agosto de 1939. O design da medalha foi elaborado pelo arquiteto Miron Merzhanov.
A última concessão do título ocorreu em 24 de dezembro de 1991. A partir de 20 de março de 1992, o título equivalente de Herói da Federação Russa passou a ser concedido por méritos excepcionais ao Estado e ao povo.

## Estatuto
O título de Herói da União Soviética incluía a Ordem de Lenin, que simbolizava os futuros benefícios concedidos ao agraciado, e como sinal de excelência, a medalha "Estrela de Ouro", acompanhada de um certificado de feitos heroicos (gramota) do Presidium do Soviete Supremo da URSS. Se a pessoa tivesse recebido várias condecorações de Herói, a Ordem de Lenin era entregue somente uma vez, com algumas exceções estabelecidas posteriormente.
O título foi instituído em 16 de abril de 1934 por decisão do Comitê Executivo Central da URSS, com a seguinte redação: "Estabelecer o mais alto grau de distinção – a concessão do título de Herói da União Soviética por méritos pessoais ou coletivos perante o Estado, associados à realização de feitos heroicos". Inicialmente, não havia símbolos de distinção física, sendo entregue apenas um certificado oficial (gramota). Além disso, os Heróis da União Soviética passaram a usufruir dos direitos e privilégios concedidos àqueles que haviam recebido duas ordens da URSS.
Por decreto do Presidium do Soviete Supremo da URSS, em 1 de agosto de 1939, foi introduzido um distintivo especial para os Heróis da União Soviética – a medalha "Herói da União Soviética". Diferente da regulamentação original, passou a ser possível conceder a condecoração múltiplas vezes. Aqueles que fossem agraciados duas vezes recebiam uma segunda medalha "Estrela de Ouro" e tinham um busto de bronze erguido em sua cidade natal. Para os condecorados três vezes, uma terceira medalha era entregue, e um busto deveria ser instalado no Palácio dos Sovietes, em Moscou. No entanto, como a construção do Palácio não foi concluída devido à guerra, os bustos dos Heróis tríplices foram colocados no Kremlin. Não havia regras específicas sobre um possível quarto recebimento do título, nem sobre um limite máximo de condecorações.
O formato da medalha foi oficializado por decreto em 16 de outubro de 1939, recebendo oficialmente o nome de "Estrela de Ouro". A numeração das medalhas era separada para o primeiro, segundo e terceiro recebimentos da honraria.
Além do prestígio, a comenda também incluía benefícios materiais ao recipiente e seus parentes. Em caso de morte do herói, seus dependentes recebiam uma pensão especial; tinham prioridade nas listas de moradia, 50% de abatimento no preço dos aluguéis, transporte grátis em ônibus, benefícios médicos e de entretenimento, entre outros. Um decreto de 6 de setembro de 1967 formalizou uma série de privilégios estatais para os agraciados.
Em termo de status, a medalha "Estrela de Ouro" era equivalente à Ordem de Lenin. Todos que eram condecorados como heróis também recebiam a ordem, mas o contrário não acontecia, já que a ordem simbolizava a continuidade de feitos a favor da humanidade, enquanto a medalha de herói simbolizava um feito heroico em si.
A nova regulamentação foi aprovada por decreto do Presidium do Soviete Supremo da URSS em 14 de maio de 1973 (Vedomosti do Soviete Supremo da URSS, 1973, nº 20, art. 268). O regulamento estabelecia que:
O título de Herói da União Soviética era o mais alto grau de distinção e concedido por méritos individuais ou coletivos perante o Estado e a sociedade soviética, relacionados à realização de um feito heroico. A concessão era feita pelo Presidium do Soviete Supremo da URSS.
Ao Herói da União Soviética eram entregues:
- A mais alta condecoração da URSS – a Ordem de Lenin;
- Um distintivo especial – a medalha "Estrela de Ouro";
- Um certificado emitido pelo Presidium do Soviete Supremo da URSS.

Se o Herói realizasse um segundo feito heroico, de igual importância ao que rendeu a outros a mesma condecoração, ele recebia uma segunda medalha "Estrela de Ouro" e um busto de bronze era erguido em sua terra natal com uma inscrição comemorativa, registrada no decreto de concessão.
Caso um Herói da União Soviética, já agraciado com duas medalhas "Estrela de Ouro", realizasse novos feitos heroicos, ele poderia receber novamente a Ordem de Lenin e outra medalha "Estrela de Ouro". A cada premiação, o Herói recebia também um novo certificado oficial do Presidium.
Se um Herói da União Soviética também fosse agraciado com o título de Herói do Trabalho Socialista, um busto de bronze seria erguido em sua cidade natal para homenagear tanto seus feitos heroicos quanto suas conquistas laborais, sendo o fato registrado no decreto correspondente.
Os Heróis da União Soviética tinham direito a benefícios garantidos por lei. A medalha "Estrela de Ouro" era usada no lado esquerdo do peito, acima das demais ordens e medalhas da URSS.
A perda do título de Herói da União Soviética só poderia ser decretada pelo Presidium do Soviete Supremo da URSS.
Por decisão do Presidium, em 22 de agosto de 1988 (Resolução nº 9440-XI), a concessão múltipla do título de Herói da União Soviética e da medalha "Estrela de Ouro" foi abolida.

## História
Em 16 de abril de 1934 as principais publicações da imprensa soviética divulgaram uma mensagem oficial dos líderes do Estado Soviético – Joseph Stalin, Vyacheslav Molotov, Kliment Voroshilov, Valerian Kuibyshev e Andrei Jdanov – endereçada aos sete pilotos polares que participaram do resgate dos passageiros e tripulantes do navio Cheliuskin, que havia naufragado:
"Estamos impressionados com seu heroísmo no resgate dos cheliuskinianos. Orgulhamo-nos de sua vitória sobre as forças da natureza. Estamos felizes por vocês terem correspondido às maiores esperanças do país e demonstrado ser dignos filhos de nossa grande pátria."

Diante desse feito, os líderes soviéticos encaminharam ao Comitê Executivo Central da URSS uma solicitação para:
- Instituir o mais alto grau de distinção relacionado à realização de atos heroicos – o título de "Herói da União Soviética";
- Conceder esse título aos pilotos Lyapidevski, Levanevski, Molokov, Kamanin, Slepnyev, Vodopyanov e Doronin, diretamente envolvidos no resgate dos sobreviventes do Cheliuskin;
- Condecorar os pilotos mencionados, bem como seus engenheiros de bordo, com a Ordem de Lenin e conceder-lhes um prêmio em dinheiro equivalente a um ano de salário.
— Pravda, 14 de abril de 1934

## Fatos e números
Ao longo da existência da URSS, o título de Herói da União Soviética foi concedido a um total de 12.775 pessoas. A grande maioria deles recebeu durante a Segunda Guerra Mundial (11635 Heróis da União Soviética, 101 duas vezes Heróis, 3 três vezes Heróis, e duas quatro vezes Heróis). Um famoso herói de guerra foi Alexander Matrosov que foi agraciado depois de sua morte, por morrer bloqueando uma metralhadora inimiga com seu próprio corpo. 
Entre os Heróis da União Soviética, havia 95 mulheres e 41 estrangeiros. O último cidadão estrangeiro a receber essa distinção foi Abdul Ahad Momand.
Durante as operações militares no Afeganistão, 85 pessoas receberam o título de Herói da União Soviética, sendo que 28 delas foram condecoradas postumamente.
Os primeiros a receberem esta medalha foram os pilotos Anatoly Liapidevsky o recipiente nº1, Nikolai Kamanin o recipiente nº 2, Sigizmund Levanevsky o recipiente nº 4, Vasili Molotov, Mavrikiy Slepnev, Ivan Doronin o recipiente nº 7 e Mikhail Vodopianov, que participaram da bem sucedida busca aérea e resgate da tripulação do navio a vapor SS Cheliuskin, que afundou nas águas do Ártico, em 13 de Fevereiro de 1934. Valentina Grizodubova, uma piloto, foi a primeira mulher condecorada.
Em 28 de setembro de 1934, o piloto Mikhail Gromov recebeu o título (medalha nº 8) por estabelecer um recorde mundial de voo de longa distância.
A primeira concessão do título por feitos militares ocorreu em 31 de dezembro de 1936, quando 17 comandantes do Exército Vermelho, participantes da Guerra Civil Espanhola, foram condecorados. Durante o conflito na Espanha (1936-1939), 60 combatentes receberam essa distinção.
Em agosto de 1938, durante os combates contra as forças japonesas no Lago Khasan, 26 soldados soviéticos foram condecorados por heroísmo.
Menos de um ano depois, ocorreu a primeira entrega da recém-criada medalha "Estrela Dourada", concedida a 70 combatentes por seus atos de bravura na Batalha de Khalkhin Gol, entre maio e setembro de 1939. Nessa ocasião, surgiram os primeiros cidadãos condecorados duas vezes como Heróis da União Soviética.
Após a Guerra Soviético-Finlandesa (1939-1940), mais 412 soldados receberam o título, incluindo 154 da infantaria, 75 aviadores, 75 tripulantes de tanques, 64 artilheiros, 19 marinheiros, 13 guardas de fronteira, 10 engenheiros militares, um cavaleiro e um piloto da Aviação Civil.
Durante a Batalha de Stalingrado, o franco-atirador soviético Vasily Zaitsev destacou-se por sua precisão e estratégia, eliminando numerosos soldados inimigos. Sua história ficou amplamente conhecida através do filme Círculo de Fogo. Por seus feitos heroicos, Zaitsev foi condecorado como Herói da União Soviética.
Até o início de 1941, havia 626 condecorados, incluindo três mulheres e cinco pessoas que receberam a medalha duas vezes.
Durante a Segunda Guerra Mundial, a maioria dos Heróis da União Soviética foi reconhecida, representando 91,2% do total de condecorações. Entre os 11.657 agraciados por feitos de guerra, 3.051 foram homenageados postumamente. Entre eles, 108 foram condecorados duas vezes, incluindo oito de forma póstuma.
Até 1º de novembro de 1946, o título foi concedido a 12.208 pessoas.
Entre os Heróis da União Soviética estão crianças e adolescentes que participaram de operações militares:
- Lenya Golikov, morto aos 16 anos e homenageado em 2 de abril de 1944;
- Marat Kazei, falecido aos 14 anos e condecorado em 8 de maio de 1965;
- Valentyn Kotyk, um jovem guerrilheiro de 14 anos morto em 16 de fevereiro de 1944 e reconhecido postumamente em 27 de julho de 1958, sendo o mais jovem a receber o título;
- Zinaida Portnova, uma partisana de 17 anos executada pelos nazistas após ser torturada, agraciada em 1 de julho de 1958.

O título foi concedido a combatentes de diversas etnias da União Soviética e também a soldados de exércitos aliados. Treze combatentes estrangeiros, principalmente poloneses e tchecoslovacos, receberam a honraria, assim como quatro pilotos franceses do regimento de aviação "Normandia-Niemen". O primeiro estrangeiro condecorado foi Otakar Jaroš, comandante da 1ª Companhia do Batalhão de Infantaria Independente Tchecoslovaca, morto em combate em Sokolovo. Seu título foi concedido postumamente em 17 de abril de 1943.
A 167.ª Divisão de Infantaria Sumy-Kiev foi a unidade militar com o maior número de Heróis da União Soviética, totalizando 108 soldados condecorados.
Vários Heróis da União Soviética eram membros da mesma família:
- os irmãos Zoya e Alexander Kosmodemyanskaya
- os irmãos pilotos de teste Vladimir e Konstantin Kokkinaki
- comandante do 18.º Exército, Konstantin e seu irmão Viktor Leselidze, comandante do 619.º Regimento de Morteiros do Exército;
- irmãos tanquistas Matvey e Evsey Vainrub
- irmãos pilotos Dmitry e Boris Glinka;
- irmãos navegadores de aviação de longo alcance Nikolai e Mikhail Panichkin;
- o tanquista Aleksandr e seu irmão artilheiro Pyotr Lizyukov;
- os irmãos artilheiros Yakov e Dmitry Lukanin;
- os irmãos pilotos navais Sergei e Aleksandr Kurzenkov;
- os irmãos partisans Evgeny e Gennady Ignatov;
- os irmãos pilotos Vladimir e Tamara Konstantinov;
- a navegadora de aviação Ekaterina Ryabova e seu marido, o piloto Grigory Sivkov;
- o casal de pilotos Nadezhda Popova e Semyon Kharlamov;
- o piloto Kurbati e seu irmão tanquista Kabard Kardanov

As únicas pessoas a receber o título quatro vezes foram Marechal Gueorgui Júkov e Leonid Brezhnev. No entanto, o estatuto original da comenda, escrita por Stalin, não previa um quarto título. O título poderia ser ganho três vezes apesar de atos posteriores. Ambos  receberam seus quartos títulos em circunstâncias contraditórias ao estatuto original, que continuou sem mudanças até a abolição do título em 1991.
Nos anos 70 a medalha perdeu um pouco do seu valor. Políticos importantes e pessoal militar foram condecorados em seus aniversários, sem atividade heroica imediata. No entanto a primeira quebra de tradição foi feita por Gueorgui Júkov, quando recebeu sua quarta medalha "por grandes cumprimentos" no seu sexagésimo aniversário em 1 de dezembro de 1956. Existe alguma especulação que esta sua quarta medalha foi conseguida pela sua participação na prisão de Beria em 1953
Além das pessoas, o título foi recebido por doze cidades (Cidade Herói) como a fortaleza de Brest (Fortaleza Herói) por heroísmo coletivo durante a guerra.
O último a receber medalha "Estrela Dourada" de Herói da União Soviética (nº 11.664)  foi o mergulhador e capitão de terceira classe Leonid Mikhailovich Solodkov em 24 de dezembro de 1991 por sua participação em um experimento simulando trabalho prolongado a 500 metros de profundidade. No momento da entrega da medalha, em 16 de janeiro de 1992, a União Soviética já havia deixado de existir há 22 dias. Pelo regulamento, Solodkov deveria dizer "Eu sirvo à União Soviética!", mas considerando o colapso do país, limitou-se a agradecer ao marechal da aviação Yevgeny Shaposhnikov com um simples "Obrigado!".
Após o colapso da União Soviética, o título de Herói da União Soviética foi extinto e substituído por distinções equivalentes nos novos Estados independentes. Na Rússia foi criado o título de Herói da Federação Russa em 20 de março de 1992. Na Ucrânia pelo Herói da Ucrânia e na Bielorrússia pelo Herói da Bielorrússia.
Quatro pessoas que receberam o título de Herói da União Soviética também foram condecoradas como Heróis da Federação Russa: os cosmonautas Sergei Krikalev e Valery Polyakov, o explorador polar Artur Chilingarov e o coronel Nikolai Maydanov (este último, postumamente).

### Os primeiros

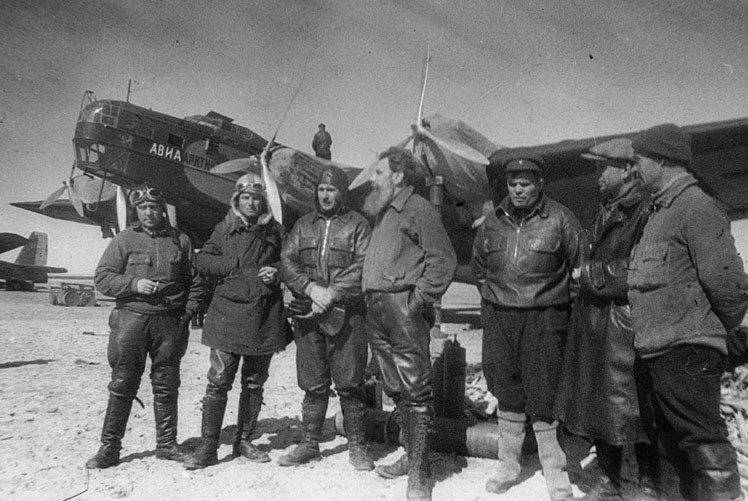
Heróis da União Soviética - participantes da expedição "Polo Norte-1" (da esquerda para a direita): Ivan Spirin, Mark Shevelev, Mikhail Babushkin, Otto Schmidt, Mikhail Vodopyanov, Anatoly Alekseev e Vasily Molokov (1937)

As informações são apresentadas em ordem cronológica.  
Primeiro Herói da União Soviética (de acordo com o número da Estrela Dourada)
O piloto Anatoly Lyapidevsky (20/04/1934).  
Primeiro estrangeiro a receber o título de Herói da União Soviética 
O piloto da 1.ª Esquadrilha Internacional de Bombardeio da Força Aérea da Espanha Republicana, Volkan Goranov (31/12/1936).
Primeira mulher a receber o título de Herói da União Soviética  
A piloto Valentina Grizodubova (02/11/1938).  
Primeira mulher condecorada como Heroína da União Soviética durante a Grande Guerra Patriótica  
Zoya Kosmodemyanskaya, recebeu o título em 16 de fevereiro de 1942 (postumamente).  
Primeira e única mulher estrangeira a receber o título de Heroína da União Soviética
Aniela Krzywoń (11/11/1943, postumamente), soldado do Exército Polonês.
Herói da União Soviética mais jovem
O partisan Valentyn Kotyk (27/06/1958) — tinha 14 anos no momento de seu feito heroico.  
Herói da União Soviética mais velho no momento da condecoração  
O general do exército aposentado Ivan Tyulenev (21/02/1978) — tinha 86 anos na época da premiação.  
Herói da União Soviética mais velho (por ano de nascimento)  
Matvei Kuzmin (1858–1942), agricultor.  
Herói da União Soviética mais jovem (por ano de nascimento)  
Dmitry Komar, um dos três defensores da Casa Branca mortos durante o golpe de agosto de 1991.  
Herói da União Soviética que viveu mais tempo
Vasiliy Michurin (105 anos), também foi quem mais tempo manteve o título (81 anos).  
O que teve a vida mais curta foi Valentyn Kotyk (14 anos).

### Heróis da União Soviética e ao mesmo tempo Heróis do Trabalho Socialista
Onze Heróis da União Soviética também foram Heróis do Trabalho Socialista:
1. Leonid Brejnev
2. Kliment Voroshilov
3. Vasily Golovchenko
4. Valentina Grizodubova
5. Pyotr Masherov
6. Kirill Orlovsky
7. Joseph Stalin
8. Pyotr Trainin
9. Ivan Tretiak
10. Dmitry Ustinov
11. Nikita Khrushchev

Ao mesmo tempo, Brejnev foi quatro vezes Herói da União Soviética, Voroshilov foi duas vezes Herói da União Soviética, Ustinov foi duas vezes Herói do Trabalho Socialista e Khrushchev foi três vezes Herói do Trabalho Socialista.

### Heróis da União Soviética cavaleiros plenos da Ordem da Glória
Quatro Heróis da União Soviética foram titulares completos da Ordem da Glória, ou seja, possuíram todas as classes da ordem:
- Andrei Alioshin
- Ivan Drachenko
- Pavel Dubinda
- Nikolai Kuznetsov

### Vários prêmios
- Major Sergei Gritsevets (22/02/1939; 29/08/1939)
- Major Grigory Kravchenko (22/02/1939; 29/08/1939)
- Comandante de Corpo Yakov Smushkevich (21/06/1937; 17/11/1939)

Sergei Gritsevets nunca chegou a receber a medalha "Estrela Dourada", distinção especial para os Heróis da União Soviética, pois ela foi instituída por decreto do Presidium do Soviete Supremo da URSS em 16 de outubro de 1939, um mês após sua morte em um acidente aéreo.
Primeira e única mulher a ser condecorada duas vezes como Herói da União Soviética
- A piloto-cosmonauta Svetlana Savitskaya (27/08/1982; 29/07/1984)

Ao todo, 154 pessoas receberam o título de Herói da União Soviética duas vezes.

### Condecorados notáveis

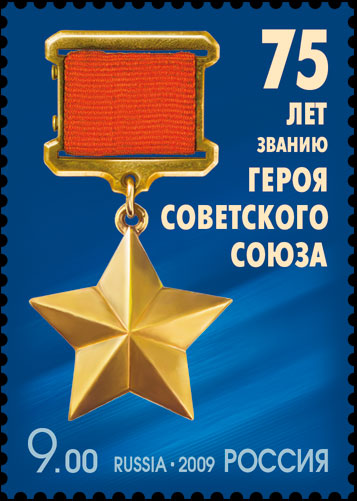
Selo postal da Rússia de em comemoração aos 75 anos do prêmio

### Uma
- Yakov Pavlov (27/06/1945)
- Yuri Gagarin (14/04/1961)
- Lydia Litvyak (05/05/1990)
- Maria Oktyabrskaya (02/08/1944)
- Richard Sorge (05/11/1964)
- Ramón Mercader (31/05/1960)
- Valentina Tereshkova (22/06/1963)
- Vassili Zaitsev (22/02/1943)

### Duas
- Vassili Chuikov - general vencedor da Batalha de Stalingrado (19/03/1944; 06/04/1945)
- Aleksey Leonov - primeiro cosmonauta a realizar uma caminha espacial (23/03/1965; 22/07/1975)
- Semyon Timoshenko (21/03/1940; 18/02/1965)
- Kliment Voroshilov (03/02/1956; 22/02/1968)

### Três
- Aleksandr Pokryshkin (24/05/1943; 24/08/1943; 19/08/1944)
- Ivan Kozhedub (04/02/1944; 19/08/1944; 18/08/1945)
- Semyon Budyonny (01/02/1958; 24/04/1963; 22/02/1968)

### Quatro
- Gueorgui Júkov (29/08/1939; 29/07/1944; 01/06/1945; 01/12/1956)
- Leonid Brezhnev (18/12/1966; 18/12/1976; 19/12/1978; 18/12/1981)

Brezhnev também recebeu o título de Herói do Trabalho Socialista (17/06/1961).

### Condecorados estrangeiros
- Pham Tuan (31/07/1980)
- Gamal Abdel Nasser (13/05/1964)
- Ramón Mercader
- Fidel Castro (23/05/1963)
- Miroslaw Hermaszewski (05/07/1978)
- Erich Honecker (25/08/1982)
- Walter Ulbricht
- Sigmund Jähn
- Todor Jivkov (31/05/1977)
- Ahmed Ben Bella (30/04/1964)

Heróis da União Soviética cavaleiros plenos da Cruz de São Jorge
- Konstantin Nedorubov
- Ivan Tyulenev
- Maxim Kozyr
- Grigory Ageev
- Ivan Lazarenko
- Mikhail Meshcheryakov
- Semyon Budyonny

## Destituídos do título
Por diversas razões (na maioria dos casos, por crimes), 72 pessoas foram destituídas do título de Herói da União Soviética.  
- Em 13 casos, os decretos de concessão do título foram anulados devido a uma concessão considerada injustificada.
- Outros 61 indivíduos perderam o título, mas posteriormente foram reintegrados.
- Duas pessoas foram reintegradas após a anulação de suas condecorações.
- 16 Heróis da União Soviética, após perderem o título, foram posteriormente executados (12 deles foram reabilitados e tiveram o título restaurado).